# داگ‌فایت

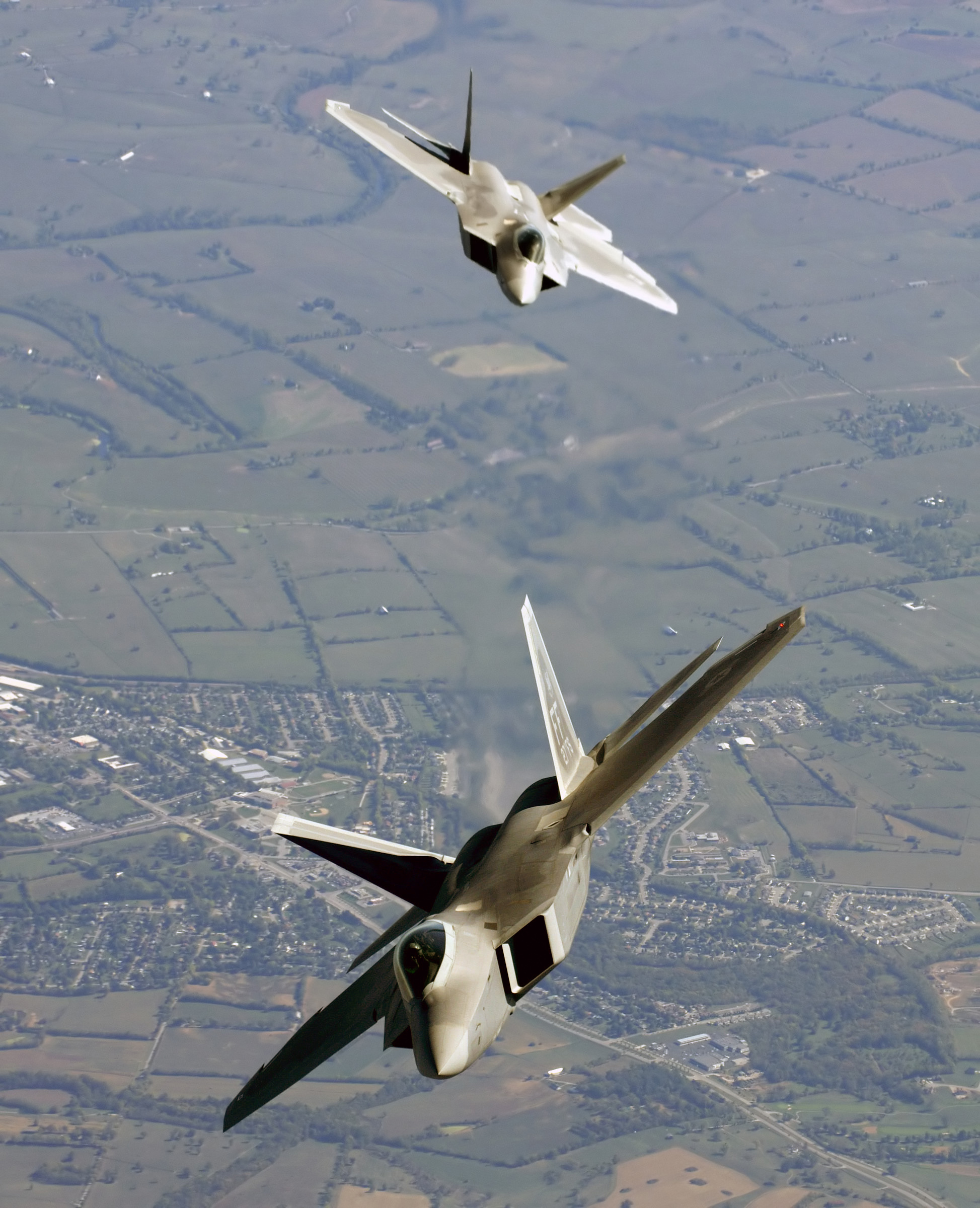
هواپیماهای اف-۲۲ رپتور بر فراز منطقه یوتا در حال شبیه‌سازی تن‌به‌تن هوایی در اولین مأموریت پروازی خود.

داگ‌فایت (به انگلیسی: Dogfight) اصطلاحی است که به نبرد هوایی بین هواپیماهای جنگنده گفته می‌شود که از فاصله نزدیک انجام می‌شود. داگ‌فایت نخستین بار در سال ۱۹۱۳ در مکزیک و مدت کوتاهی پس از اختراع هواپیما رخ داد. حداقل تا سال ۱۹۹۲، علیرغم نگرش و استراتژی‌های جدید نظامی پس از جنگ جهانی دوم، در هر جنگ بزرگی نقش داشت. به‌نظر می‌آمد پس از جنگ جهانی دوم با به‌وجود آمدن جنگنده‌های پرسرعت‌تر و سلاح‌های سطح‌به‌هوای دوربردتر، رفته‌رفته منسوخ شود.

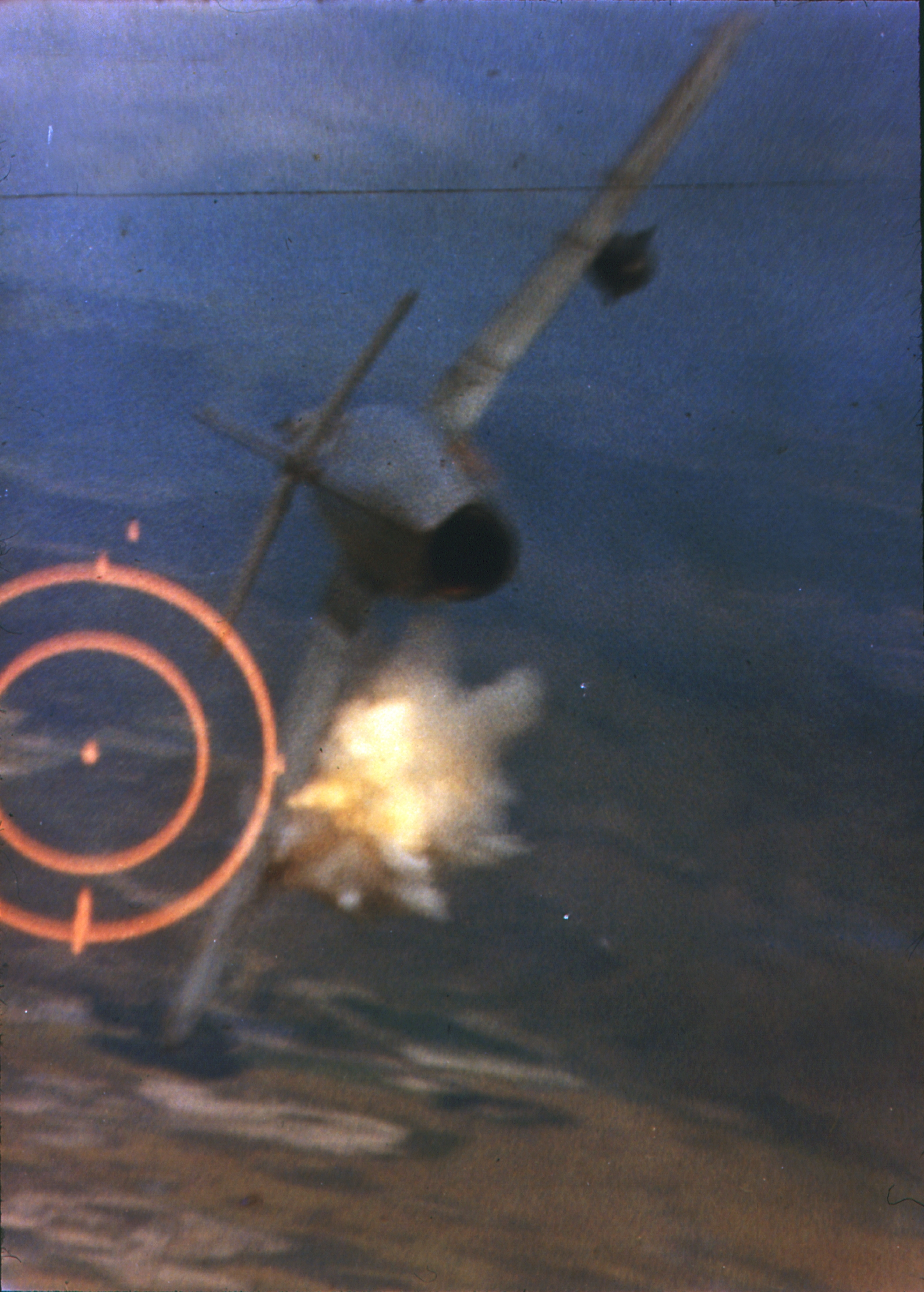
در ژوئن ۱۹۶۷ یک اف-۱۰۵ نیروی هوایی ایالات متحده آمریکا که توسط یک میگ-۱۷ ویتنام شمالی را در جنگ ویتنام، ساقط کرد.

در ادبیات مدرن نظامی برای نبرد هوابه‌هوا، از عنوان مانور نبرد هوایی (Air combat maneuvering) با مخفف ACM استفاده می‌شود. این عنوان به موقعیت‌های تاکتیکی‌ای اشاره دارد که نیاز به استفاده از مانورهای اساسی جنگنده (Basic fighter maneuvers) (با مخفف BFM) برای حمله یا فرار از یک یا چند نیروی مخالف دارد.
این اصطلاح با رزم هوایی که با استراتژی درگیر در برنامه‌ریزی و اجرای ماموریت‌های مختلف سروکار دارد، متفاوت است.

## نوع نبرد داگ‌فایت
در این نوع نبردها، هواپیماهای جنگنده در نزدیکی یکدیگر قرار می‌گیرند و با حرکات سریع و چرخش‌های تند تلاش می‌کنند تا به هدفشان شلیک کنند یا از نظر تاکتیکی برنده شوند. اصطلاح «داگ‌فایت» از دوران جنگ جهانی دوم به وجود آمده‌است و در آن زمان، هواپیماهای جنگنده به شکل سگ‌های جنگی در هوا به دنبال هم می‌دویدند که این عبارت به ذهن مردم رسیده و در ادامه به نبرد هوایی از نزدیک اشاره می‌شود.
در طول سال‌ها، داگ‌فایت به عنوان یک استراتژی نبرد هوایی برای کشورهای مختلف استفاده شده‌است و در مواجهه با تکنولوژی‌های پیشرفته مانند موشک‌های هوایی، همچنان به عنوان یکی از روش‌های نبرد هوایی محسوب می‌شود.

## نمونه‌ای از داگ‌فایت
در جنگ ایران و عراق و در تاریخ ۱۳ تیر ماه سال ۱۳۶۵ یک فروند اف-۵ تایگر ایرانی به خلبانی محمدرضا زارع نژاد موفق شد در یک نبرد نزدیک و با استفاده از مسلسل جنگده خود یک فروند میگ-۲۵ عراقی را که در آن زمان هواپیمایی دست نیافتنی، حتی برای اف-۱۴‌ها بوده‌است را با شلیک ۴۰۰ گلوله مورد هدف قرار داده که موجب انهدام جنگنده میگ عراقی می‌گردد.